# O Saviñao
O Saviñao (spanisch Saviñao) ist eine spanische Gemeinde in der Provinz Lugo der autonomen Gemeinschaft Galicien. Die Gemeinde hat 3.488 Einwohner (Stand: 2024).

## Geografie
Die Gemeinde Saviñao liegt in der Ribeira Sacra, in der Region Tierra de Lemos, im Süden der Provinz Lugo, und grenzt an die Gemeinden: im Norden an Paradela und Taboada, im Süden an Pantón, im Osten an Pantón, Monforte de Lemos und Bóveda und im Westen an Taboada und Chantada. Die durchschnittliche Höhe beträgt 600 m über dem Meeresspiegel. Die Flüsse Miño, Sardiñeira, Saviñao, Pez, Barrantes und Portiño durchqueren das Land.
Die Anta von Abuíme liegt nahe dem Rio Miño auf einer Ebene bei O Saviñao.
O Saviñao umfasst 29 Ortsteile, die Hauptstadt Escairón hat etwa eintausend Einwohner, das zweite Bevölkerungszentrum ist Currelos.

## Bevölkerungsentwicklung der Gemeinde
Legende: Saviñao___O Saviñao

Quelle: INE-Archiv – grafische Aufarbeitung für Wikipedia

## Gemeindegliederung
Die Gemeinde O Saviñao ist in 29 Parroquias gegliedert:
| Parroquias                    | Patrozinium   | Einwohner 2024 | Fläche km² | Dichte Einw./km² | Höhe msnm | Ortskennzahl |
| ----------------------------- | ------------- | -------------- | ---------- | ---------------- | --------- | ------------ |
| Abuíme                        | San Xoán      | 79             | 6,92       | 11               | 602       | 27058010000  |
| A Broza                       | San Tomé      | 144            | 19,09      | 8                | 666       | 27058020000  |
| Chave                         | San Sadurniño | 80             | 6,87       | 12               | 533       | 27058040000  |
| A Cova                        | San Martiño   | 57             | 2,17       | 26               | 444       | 27058030000  |
| Diomondi                      | San Paio      | 107            | 6,07       | 18               | 495       | 27058050000  |
| Eirexafeita                   | San Vicente   | 68             | 10,68      | 6                | 507       | 27058060000  |
| Fión                          | San Lourenzo  | 99             | 4,34       | 23               | 526       | 27058070000  |
| Freán                         | Santa Cecilia | 32             | 2,24       | 14               | 556       | 27058080000  |
| A Laxe                        | San Fiz       | 30             | 1,82       | 16               | 0         | 27058090000  |
| Licín                         | Santalla      | 140            | 3,49       | 40               | 590       | 27058100000  |
| Louredo                       | Santiago      | 71             | 3,37       | 21               | 498       | 27058110000  |
| Marrube                       | Santa María   | 124            | 5,58       | 22               | 633       | 27058120000  |
| Mourelos                      | San Xulián    | 98             | 6,28       | 16               | 522       | 27058130000  |
| Ousende                       | Santa María   | 135            | 16,52      | 8                | 536       | 27058140000  |
| Piñeiró                       | San Sadurniño | 185            | 8,91       | 21               | 542       | 27058150000  |
| Rebordaos                     | Santalla      | 73             | 8,89       | 8                | 557       | 27058160000  |
| Reiriz                        | Santa María   | 80             | 9,80       | 8                | 432       | 27058170000  |
| Rosende                       | Santa Mariña  | 73             | 3,52       | 21               | 520       | 27058200000  |
| San Vitoiro de Ribas de Miño  | San Vitoiro   | 106            | 11,90      | 9                | 0         | 27058190000  |
| Santo Estevo de Ribas de Miño | Santo Estevo  | 34             | 2,13       | 16               | 418       | 27058180000  |
| Segán                         | Santa María   | 91             | 5,57       | 16               | 487       | 27058210000  |
| Seteventos                    | Santa María   | 90             | 5,38       | 17               | 603       | 27058220000  |
| Sobreda                       | San Xoán      | 94             | 7,83       | 12               | 645       | 27058230000  |
| Vilacaíz                      | San Xulián    | 119            | 8,61       | 14               | 566       | 27058240000  |
| Vilaesteva                    | San Salvador  | 171            | 13,63      | 13               | 484       | 27058250000  |
| Vilasante                     | San Salvador  | 914            | 3,25       | 281              | 527       | 27058260000  |
| Vilatán                       | San Xoán      | 30             | 1,67       | 18               | 558       | 27058270000  |
| Vilelos                       | San Martiño   | 132            | 5,70       | 23               | 503       | 27058280000  |
| Xuvencos                      | Santiago      | 48             | 4,33       | 11               | 516       | 27058290000  |

## Wirtschaft
| Ackerbau, Viehzucht und Fischerei                                                  | 0256  | 022,61 |
| Industrie                                                                          | 090   | 07,95  |
| Bauwirtschaft                                                                      | 0115  | 010,16 |
| Dienstleistungsbetriebe                                                            | 0671  | 059,28 |
| Total                                                                              | 1.132 | 100,00 |
| * Daten aus dem Statistischen Amt für Wirtschaftliche Entwicklung in Galicien, IGE |       |        |